# Рот-Вайс (Обергаузен)
«Рот-Вайс» (нім. «Rot-Weiß Oberhausen») — німецький футбольний клуб з Обергаузена. Заснований 18 грудня 1904 року.